# Iglesia de San Martín de la Cuesta (Soria)
La iglesia de San Martín de la Cuesta era una de las 35 parroquias románicas con las que contaba la ciudad de Soria. Desapareció en el siglo XVIII aunque subsisten restos de su planta.

## Historia
La iglesia de San Martín de la Cuesta aparecía en el censo de Alfonso X elaborado en el año 1270. Era una de las parroquias que manifiestan en su nombre el origen de sus pobladores. Posiblemente habría llegado del lugar de La Cuesta, en las Tierras Altas. Se situaba en medio del atrio del Espino aunque algunos historiadores sostienen que es una referencia equivocada y que se hallaba en las laderas del castillo, habiendo aparecido sus restos en unos desmontes efectuados en los años cincuenta.
Debió cambiar su advocación por San Miguel de la Cuesta, tal como aparece citada en un documento fechado en 1608. Antes de su anexión a El Espino, aquí se dirigían cada 29 de septiembre, día de San Miguel, la ciudad y el cabildo. Dicha festividad, consistente en una misa por los reyes de Castilla, se celebraba originalmente en la iglesia de San Miguel de Cabrejas hasta que fue anexionada a San Martín.
En el año 2016, dentro del programa Soria Oculta se ha trabajado sobre lo que se consideran antiguos restos de la iglesia de San Martín de la Cuesta, sacando a la luz los arranques de la planta de la antigua parroquia, que ya son visibles desde la propia carretera de acceso a las Siete Curvas del Castillo.

## Descripción
Era una iglesia de reducido tamaño, como casi todas las parroquias que aparecían en el censo de Alfonso X elaborado en 1270 y de estilo románico.
La ubicación más probable estaría en la calle que todavía hoy conserva su primitivo nombre aunque hay autores que la localizan en la ladera del castillo que baja hacia el río Duero. En este lugar apareció la planta de una iglesia, hallada cuando se trazaban los caminos y veredas del parque a principios del siglo XX, bajo una delgada capa de tierra cubierta de césped.
Se trata de una pequeña plataforma, empedrada con losas y orientada hacia el Este, actualmente identificada junto a la carretera de las Siete Curvas. Hay en ella una escalinata, y parece que su importancia no fue grande; junto a ella en la excavación practicada, se halló una tumba enlosada con piedra hendida para la cabeza.